# پاهالاووا
پاهالاووا (انگلیسی: Pahalawewa) روستایی در کشور سری‌لانکا است.